# 東大阪市立縄手小学校
東大阪市立縄手小学校（ひがしおおさかしりつ なわてしょうがっこう）は、大阪府東大阪市南四条町にある公立小学校。

## 沿革
- 1906年（明治44年）4月1日 - 御幸尋常小学校と四条尋常小学校を併合し、縄手尋常小学校を創立。
- 1913年（大正2年）4月1日 - 高等科を併設し、縄手尋常高等小学校と改称。
- 1941年（昭和16年）4月1日 - 中河内郡縄手国民学校と改称。
- 1947年（昭和22年）4月1日 - 縄手町立小学校と改称と改称。
- 1954年（昭和29年）6月1日 - 縄手町立縄手北小学校（現在の東大阪市立縄手北小学校）の分離に伴い、縄手町立縄手小学校と改称。
- 1955年（昭和30年）1月11日 -  枚岡市が発足し、枚岡市立縄手小学校と改称。
- 1967年（昭和42年）2月1日 - 東大阪市が発足し、東大阪市立縄手小学校と改称。
- 1967年（昭和42年）4月1日 - 東大阪市立縄手南小学校を分離。

## 通学区域
- 神田町、四条町1～8番、末広町、瓢箪山町1～9番、南四条町1～9番、12番1～5号、20～25号、御幸町、南四条町12番6号（上四条小学校の通学区域を除く。）[1]

## 進路状況
ほとんどの児童は東大阪市立縄手中学校へ進学するが、国私立中学校へ進学する児童もいる。